# Melanagromyza candidipennis
Melanagromyza candidipennis är en tvåvingeart som beskrevs av Lamb 1912. Melanagromyza candidipennis ingår i släktet Melanagromyza och familjen minerarflugor. Inga underarter finns listade i Catalogue of Life.